# دريد (اسم)
دريد هو اسم علم مذكر من أصل عربي، ومعناه هو مصغرمن الفعل درد بمعنى ذهبت أسناه.

## شخصيات تحمل الاسم
- دريد بن الصمة (شاعر وفارس جاهلي)
- دريد فاضل (1974 – )
- دريد كشمولة (سياسي عراقي، 1943 – )
- دريد لحام (فنان وممثل و مخرج سوري، 27 يناير 1933 – )

## وصلات خارجية
- موسوعة السلطان قابوس لأسماء العرب نسخة محفوظة 5 أبريل 2019 على موقع واي باك مشين.